# Michael Wüger
Michael Wüger (* 5. Februar 1970 in Eisenstadt) ist ein römisch-katholischer Geistlicher, Domkapitular und ernannter Generalvikar des Bistums Eisenstadt.

## Leben
Wüger wuchs in Illmitz im burgenländischen Seewinkel auf. Nach der Matura in Mattersburg studierte er Religionspädagogik und Geschichte an der Universität Wien und war zunächst Religionslehrer und von 1999 bis 2002 Leiter der Diözesanjugendstelle in Eisenstadt. Nach dem Studium der Theologie wurde er am 29. Juni 2005  von Bischof Paul Iby in Eisenstadt zum Priester geweiht, war bis 2008 Kaplan in Großmürbisch und anschließend bis 2011 Pfarrmoderator in Mogersdorf und Maria Bild.
Ab Oktober 2010 war er Leiter des diözesanen Pastoralamts, Domkapitular und Pfarrer in Wiesen.
Seit 2018 ist er Stadtpfarrer von Neusiedl am See und Weiden am See.
Am 27. Juni 2021 wurde seine Ernennung zum Generalvikar der Diözese Eisenstadt bekannt gegeben. In diesem  Amt, das er am 30. September 2021 antritt, folgt er dem am 10. Mai 2021 verstorbenen Generalvikar und Dompropst Martin Korpitsch.